# Nico Bunink
Floris Nico Bunink (* 22. April 1936 in Amsterdam; † 26. Dezember 2001 ebenda) war ein niederländischer Jazzpianist.

## Leben und Wirken
Bereits 1955 erreichte er mit seinem Quartett das Finale des Jazzwettbewerbs des niederländischen AVRO-Radios. 1956 ging er nach Paris, wo er mit Lucky Thompson spielte, aber auch mit Barney Wilen sowie mit Kenny Clarke und anderen amerikanischen Jazzmusikern. Er zog dann nach Nordamerika und war 1959 Teilnehmer an der Lenox School of Jazz. Dort spielte er im Ensemble von Gunther Schuller gemeinsam mit Perry Robinson. 1959 und 1960 war er Mitglied des Oktetts bzw. Tentetts von Charles Mingus und an den Aufnahmen zu Mingus Dynasty und den Plattenaufnahmen von Ningus beteiligt. 1960 nahm er auch mit Lee Konitz auf (Wild Blues).
Außerdem spielte er mit Dinah Washington und mit Billie Holiday, mit Lester Young und mit Zoot Sims, mit Chet Baker und mit den Montgomery Brothers. 1969 trat er mehrfach mit Mingus im Duo auf.
1972 kehrte er nach Europa zurück, wo er als Jazzpianist in Frankreich, Spanien und den Niederlanden sowohl mit eigenen Gruppen als auch mit amerikanischen Musikern wie Jimmy Knepper arbeitete. 1974 ließ er sich wieder in Amsterdam nieder. Er war einige Jahre als Begleiter der Sängerin Soesja Citroen tätig. 1979 kam es zu Aufnahmen mit dem Sextett von Jimmy Knepper. 1988 trat er gemeinsam mit Niels-Henning Ørsted Pedersen auf. 1989 spielte er gemeinsam mit John Surman, Barre Phillips und Pierre Favre. 1993 leitete er ein eigenes Trio, mit dem er auch im Bimhuis auftrat.

## Diskographische Hinweise
- Soesja Citroen met het Nico Bunink Kwintet Good Enough for Jazz (VARA 1981)
- Kenny Wheeler, Piet Noordijk, Fred Leeflang, Ferdinand Povel, Gijs Hendriks, Jan Voogd, John Engels De Varajazz All Stars (VARA 1982)
- Floris Nico Bunink - Niels-Henning Ørsted Pedersen Breaking the Ice (BVHaast 1999, rec. 1988)
- Ingenium Amstelodamense (Daybreak 2006, rec. 1999–2000 mit Pablo Nahar, Joost van Schaik, Jan Menu)
- En blanc et noir #5 (Daybreak 2012, rec. 1999–2000 mit Raphaëlle Brochet, Pablo Nahar, Joost van Schaik, Jan Menu)

## Lexikalischer Eintrag
- Philippe Carles, André Clergeat, Jean-Louis Comolli: Le nouveau dictionnaire du jazz. R. Laffont: Paris 2011
- Eintrag (Muziekencyclopedie.nl)
- Nico Bunink bei Discogs